# Philine californica
Philine californica is een slakkensoort uit de familie van de Philinidae. De wetenschappelijke naam van de soort is voor het eerst geldig gepubliceerd in 1944 door Willett.